# Akysis vespertinus
Akysis vespertinus — вид риб з роду Akysis родини Akysidae ряду сомоподібні.

## Опис
Загальна довжина сягає 3,4 см. Голова велика, сплощена зверху, з овальним профілем. Очі невеликі. Щелепи майже дорівнюють одна одній. Є 4 пари вусів помірної довжини. Тулуб подовжений. Спинний плавець високий з 4—6 м'якими променями. Грудні плавці витягнуті. У самців коротші грудні плавці. Черевні плавці маленькі. Анальний плавець великий, перевищує спинний. Хвостовий плавець виїмчастий.
Загальний фон жовто-бежевий: верхня частина жовто-золотава, нижня — бежева. В області спинного та жирового плавців присутні плями з чіткою облямівкою, які з'єднуються тонкою смугою. Ці плями неправильної форми з безліччю золотавих цяток. Третя пляма є біля основи хвостового плавника. Анальний і черевні плавники без маркування.

## Спосіб життя
Є демерсальною рибою. Зустрічається в невеликих річках з помірною або швидкою течією, де рослини є великою рідкістю. Віддає перевагу піщано-кам'янистим ґрунтам. Вдень ховається під камінням або заривається в ґрунт. Активний вночі. Живиться донними безхребетними.
Нерест груповий (1 самиця і декілька самців) на течії і над камінням. Інкубаційний період тримає 4 доби. Мальок пливе на 10-11 добу.

## Розповсюдження
Мешкає в західній частині М'янми — в басейні річки Анн-Чаунг.